# Royal International Air Tattoo

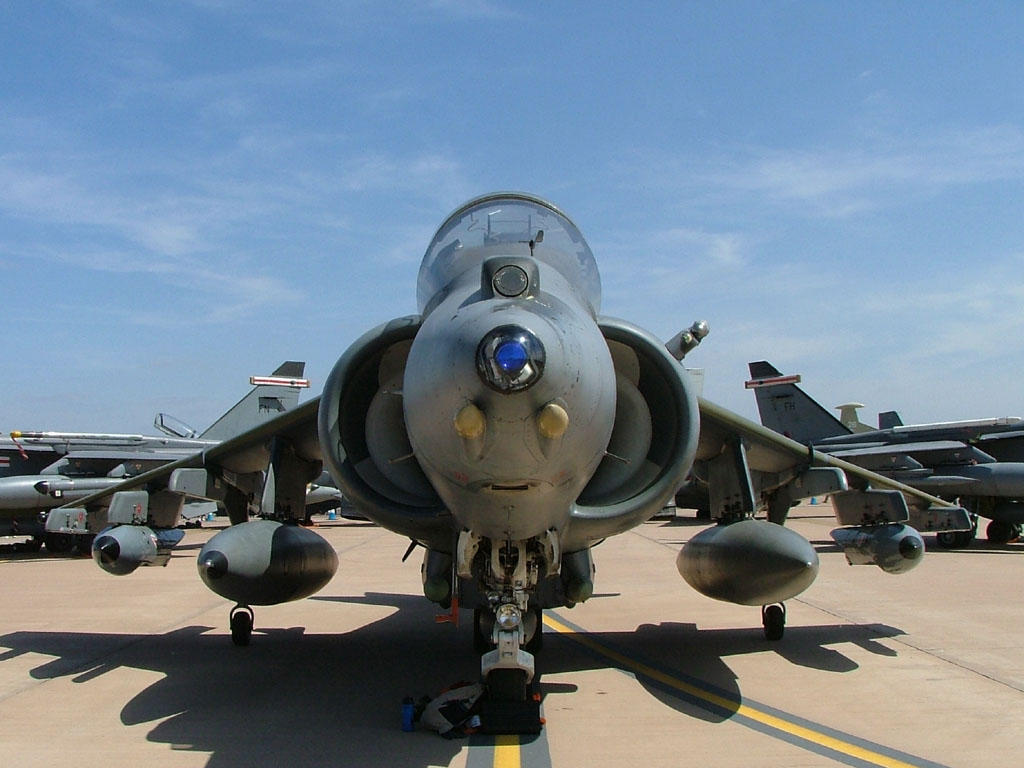
Harrier GRT en la feria de 2005.

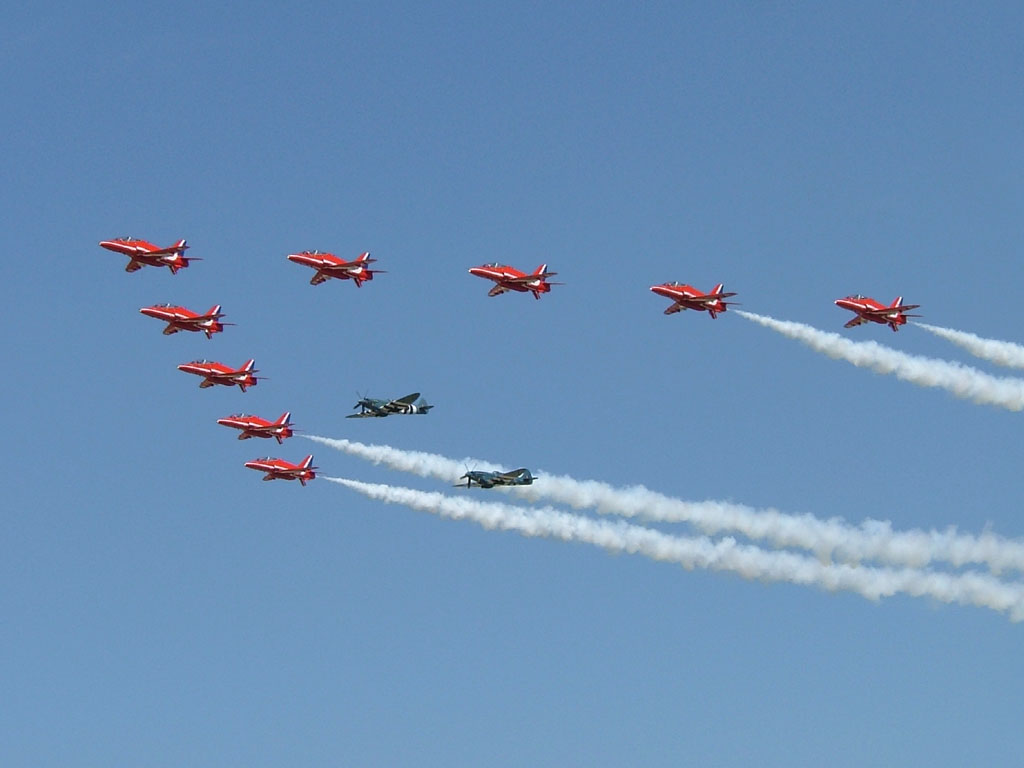
Red Arrows en formación.

Royal International Air Tattoo (RIAT) es una de las exhibiciones de vuelo militares más importantes del mundo y la exhibición aérea militar más grande. Se celebra anualmente la tercera semana de julio, normalmente en RAF Fairford, Gloucestershire, Inglaterra. Este evento atrae a más de 150 000 visitantes.

## Historia
El RIAT comenzó en 1971 como una exhibición aérea bianual organizada por la Royal Air Force Association. Se hizo en un pequeño aeródromo, pero ya en 1973 tuvo tanto éxito que fue trasladado a uno mayor. El Air Tattoo se celebró en la Greenham Common los años 1974, 1976, 1977, 1979, 1981 y 1983. En 1985 se celebró en el RAF Fairford. A partir de 1993 el show pasa a ser anual. En 1996 la exhibición fue premiada por su larga trayectoria.
En 2003 el Guinness World Records lo premió por ser el show aéreo militar con más aereonaves en la historia ya que tenía 535 aviones. 
En 2006 participaron más de 300 aeronaves diferentes.

### Accidente de 1993
En 1993, dos MiG-29s de la Fuerza Aérea de Rusia colisionaron en el aire y se estrelló fuera del área del público. Nadie resultó herido en el suelo. Después de haberse eyectado, los dos pilotos aterrizaron en condiciones de seguridad. Los investigadores determinaron más tarde que un error del piloto fue la causa, después de que un piloto invirtió un lazo y desapareció en las nubes, el otro piloto perdido de vista su piloto de flanco y abortó la rutina.

### Cancelación del 2008
La exhibición del año 2008, fue cancelada a último minuto, debido a problemas climáticos y por primera vez en la historia del RIAT. El show, cuyo tema era "El 90º aniversario de la Royal Air Force y el Compromiso Global" ("90th Anniversary of the Royal Air Force and Global Engagement"), hubiese traído grandes sucesos, como la llegada del equipo de demostración del F-22 Raptor que había realizado el primer vuelo transatlántico con este avión para peresentarse en el RIAT.